# Crag

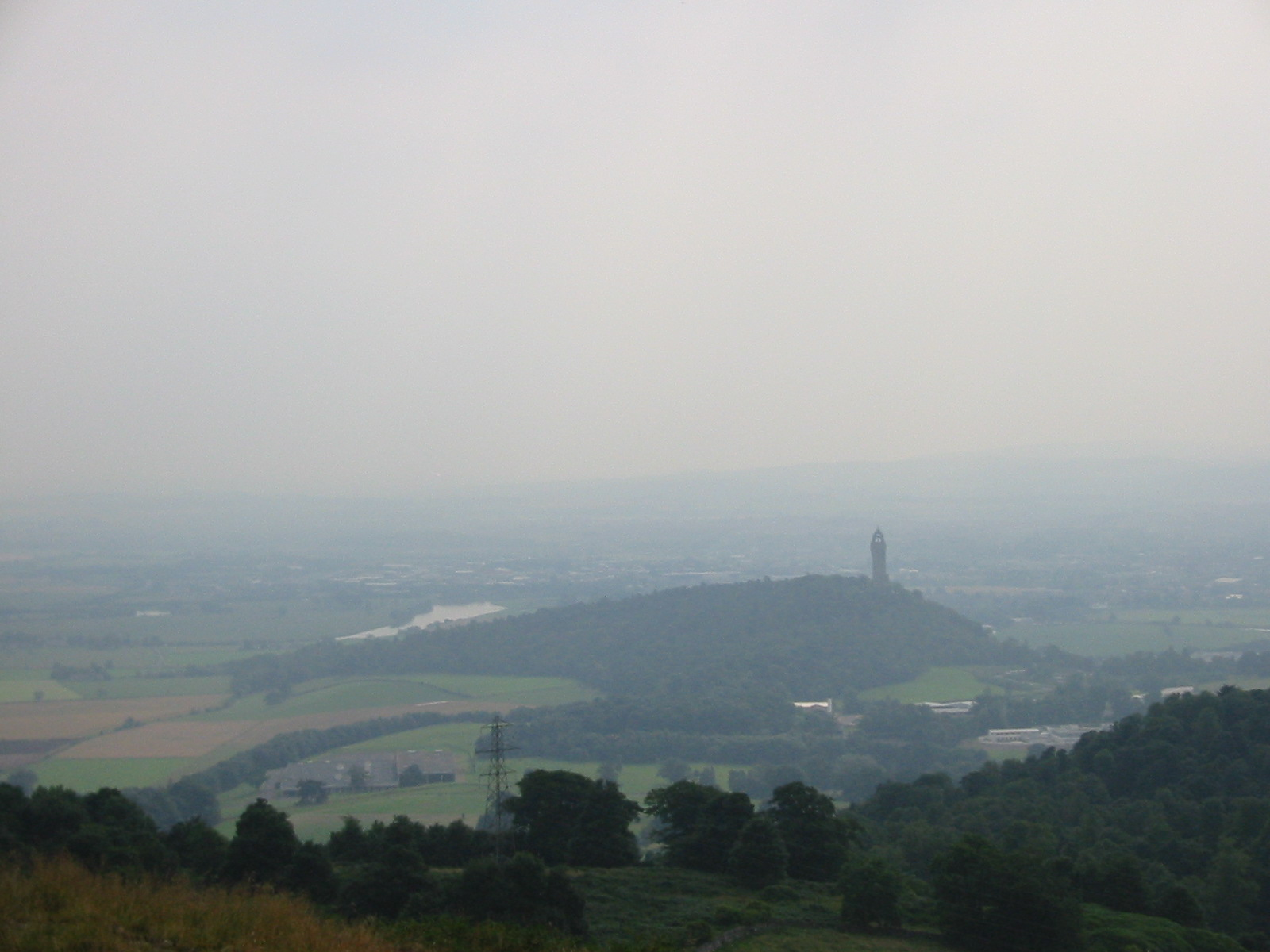
L'Abbey Craig, un crag avec queue près de Stirling. À son sommet, le Wallace monument sur la droite, et la longue queue qui descend vers la gauche.

Un crag (craig en Scots, et parfois écrit cragg ; crec'h en Breton) est une colline rocheuse, ou une montagne, souvent isolée des autres. Les crags se sont formés lorsqu’un glacier ou une couche de glace est venu se poser sur un morceau de roche dure (souvent granitique ou d’origine volcanique). La force du glacier a érodé les matériaux les plus tendres autour de cette roche dure, laissant le bloc de roche dure dépasser du niveau du sol environnant.
Souvent le crag servit de bouclier aux matériaux tendres se trouvant dans le sillage du glacier. Cela crée une arête du côté protégé du glacier, formant une rampe se terminant en pointe appelée la queue (tail en anglais), formant un crag and tail.
Dans d’autres cas, par exemple quand le crag s’est retrouvé entouré par la mer, la queue est souvent absente, érodée par une érosion post-glaciaire.
On retrouve des exemples de crags et de queues à :
- Édimbourg, la colline sur laquelle est construite le château.
- Stirling, où l’on en compte trois, dans et à l’extérieur de la ville, incluant la colline du château.
- dans la chaîne des Langdale Pikes, avec Loft Crag (682 m), à mi-chemin entre Harrison Stickle et Pike o’ Stickle